# Alfred P. Smyth
Alfred P. Smyth, né le 1er juillet 1942 et mort le 16 octobre 2016, est un professeur émérite d'histoire médiévale de l'université du Kent spécialiste des îles Britanniques au Moyen Âge. Il est également doyen des Arts et des Humanités et ancien directeur de la recherche à l'université Canterbury Christ Church, et ancien Warden of St. George's House au château de Windsor.

## Œuvres
- Scandinavian kings in the British Isles, Oxford university press, Oxford, 1977,  (ISBN 0-19-821865-6)
- Warlords and holy men: Scotland AD 80-1000, Édimbourg, Edward Arnold (Publishers) Ltd, 1984,  (ISBN 0-7131-6305-4)
- Scandinavian York and Dublin: the history and archaeology of two related Viking kingdoms, Irish academic press, Dublin, 1987,  (ISBN 0-7165-2365-5)
- A biographical dictionary of dark age Britain: England, Scotland and Wales c. 500- c. 1050, En collaboration avec Ann Williams, Seaby, Londres, 1991,  (ISBN 1-85264-047-2)
- King Alfred the Great, Oxford university press, Oxford, 1995,  (ISBN 0-19-822989-5)
- Medieval Europeans: studies in ethnic identity and national perspectives in Medieval Europe, MacMillan, Londres, 1998,  (ISBN 0-333-67219-4)
- Seanchas: studies in early and medieval Irish archaeology, history and literature in honour of Francis J. Byrne, Four Courts press, Dublin, 2000,  (ISBN 1-85182-489-8)